# Maja Blagdan
Maja Blagdan est une chanteuse née le 16 mai 1968 à Split.
Elle participe pour la Croatie au Concours Eurovision de la chanson en 1996 avec la chanson Sveta ljubav et finit à la meilleure place de la Croatie au Concours : 4e.